# نایجل موریس
نایجل موریس (انگلیسی: Nigel Morris) (زاده ۱۹۵۹) کارآفرین، بانکدار و مدیر ارشد اجرایی بریتانیایی است، که در سال ۱۹۸۸ با مشارکت ریچارد فیربنک، بانک کپیتال وان را بنیان نهاد.